# Céramique de Qallaline
La céramique de Qallaline ou céramique de Kallaline est un type de céramique caractéristique de l'architecture tunisienne aux XVIIe et XVIIIe siècles.
Il porte le nom du quartier de Qallaline à Tunis, d'où la production était le plus souvent issue,. Le nom du quartier vient de la forme au pluriel du mot arabe qallāl signifiant « potier ». La présence de gisements d'argile et de puits, ainsi que le caractère de zone péri-urbaine hors les murs du quartier a rendu possible l'installation et le développement de ces ateliers.

## Carreaux

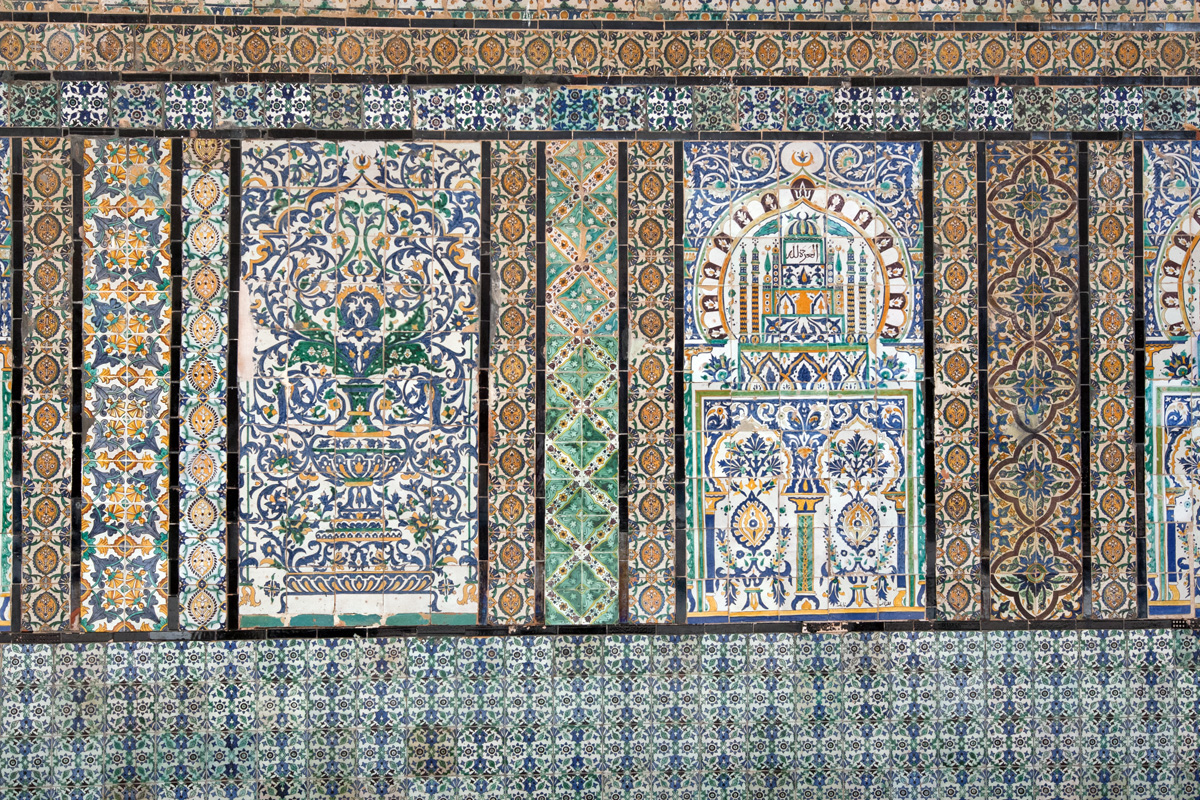
Décoration en carreaux de Qallaline dans la mosquée du Barbier à Kairouan.

Bien que la production des carreaux ait commencé dès le XVIe siècle, avant l'avènement de la domination ottomane, l'apogée de leur production et de leur qualité artistique se situe aux XVIIe et XVIIIe siècles,. Les dernières fournées sont cuites en 1883, à l'époque du protectorat français.
En plus d'être utilisés dans les bâtiments locaux, les carreaux sont également largement exportés vers l'Algérie, la Libye et même, dans certains cas, vers l'Espagne.
Les carreaux sont généralement peints sous glaçure avec des motifs de vases, de plantes et d'arcs. Les couleurs prédominantes sont le bleu, le vert et le jaune ocre, ce qui les distingue des carreaux ottomans contemporains. Sur trois siècles de production, plus de 220 compositions différentes ont été créées, avec leurs différentes varions de couleurs. Les carreaux peuvent être classifiés en six styles différents : un style d'inspiration maghrébine, un style typiquement tunisien hafside, un troisième type inspiré de la renaissance castillane, un quatrième groupe de compositions baroques du Levant espagnol et un sixième ensemble de modèles d'influence turque ottomane.
Les carreaux de Qallaline se trouvent par exemple dans la mosquée du Barbier à Kairouan ainsi que dans un certain nombre de palais historiques et de maisons aristocratiques de la médina de Tunis. La mosquée Gurgi (en) à Tripoli, en Libye, possède également des panneaux dans un style identique à ceux de Tunis et de Kairouan. Les carreaux de Qallaline se retrouvent aussi en Égypte dans des mosquées comme celle d'Abu al-Dhahab (en) au Caire, la mosquée Duqmaqsis de Salih Agha à Rosette et la mosquée Ibrahim Terbana d'époque ottomane à Alexandrie,.

## Autres produits
Les ateliers de Qallaline ont également produit d'autres objets en poterie, notamment des vases, des bocaux, des pichets et des lampes. Leur qualité et leur production ont progressivement décliné au XIXe siècle.